# STIWOT
STIWOT (Stichting Informatie Wereldoorlog Twee) is een Nederlandse, in 2002 opgerichte non-profitorganisatie (ANBI) die zich ten doel heeft gesteld om informatie te verspreiden over de Tweede Wereldoorlog, gebaseerd op de website Go2War2.nl, opgericht in 1999 door Frank van der Drift. Ze doet dit voornamelijk via internet. De stichting houdt zich primair bezig met het publiceren van informatie over de Tweede Wereldoorlog. Daarnaast wordt ook informatie over andere oorlogen gepubliceerd, variërend van de Amerikaanse Burgeroorlog tot recente conflicten. Zowel beroepshistorici als hobbyisten worden aangespoord om aanvullende informatie of beeldmateriaal te bezorgen.

## Project TracesOfWar
Op de website van het tweetalige project TracesOfWar zijn meer dan 125.000 bezienswaardigheden, meer dan 70.000 persoonsprofielen, en tevens diepte-artikelen zoals biografieën van belangrijke personen of verslagen van veldslagen te vinden. Ook nieuwsfeiten die te maken hebben met zaken uit de Tweede Wereldoorlog, zoals een vliegtuigbom die gevonden is, worden vermeld. De website is beschikbaar in zowel Nederlands als Engels.

## Werk
Verder heeft STIWOT de documenten betreffende het Proces van Neurenberg naar het Nederlands vertaald en online gepubliceerd. STIWOT heeft ook de lijst met namen van de slachtoffers van Aktion Silbertanne gepubliceerd. Daarnaast worden er met grote regelmaat foto-archieven gepubliceerd, waaronder met bijzondere foto's van Kamp Vught, net als andere persoonlijke collecties.